# Schloss Osterland

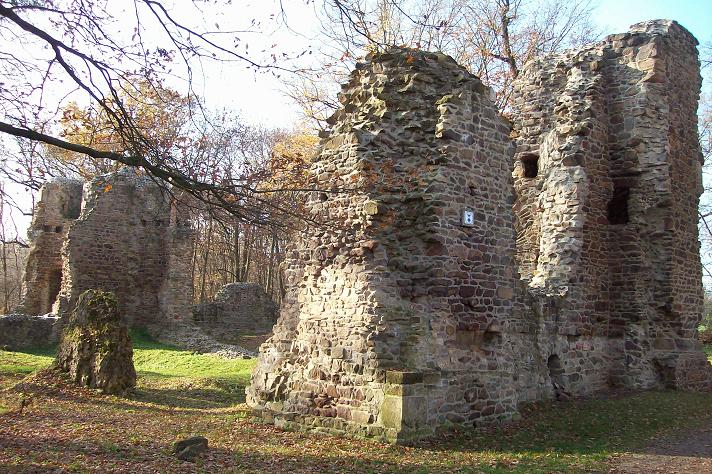
Ruinen von Schloss Osterland

Mit Schloss Osterland (in der Literatur auch Schloss Osterlant) wird ein Ruinenkomplex westlich von Oschatz bezeichnet, der auf das zweite Jahrzehnt des 13. Jahrhunderts zurückgeht. Der Bau zeigt frühe Merkmale der Gotik in dieser Region. Er steht unter Denkmalschutz.

## Lage und Gestalt
Schloss Osterland liegt etwa 2,5 km westlich des Zentrums von Oschatz und 200 m südlich der Straße nach Wermsdorf in einem Waldstück. Südlich des Schlosses Osterland befindet sich ein Teich, der erst im 20. Jahrhundert angelegt wurde und der vom Stranggraben, einem Nebenfluss der Döllnitz, durchflossen wird. An Ruinen und Teich führt die Straße Am Wüsten Schloß vorbei.

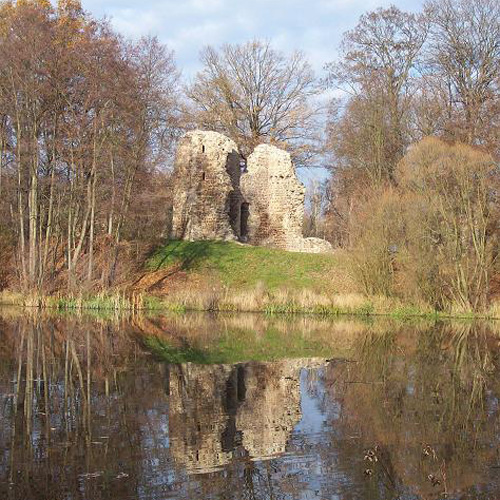
Teichseite
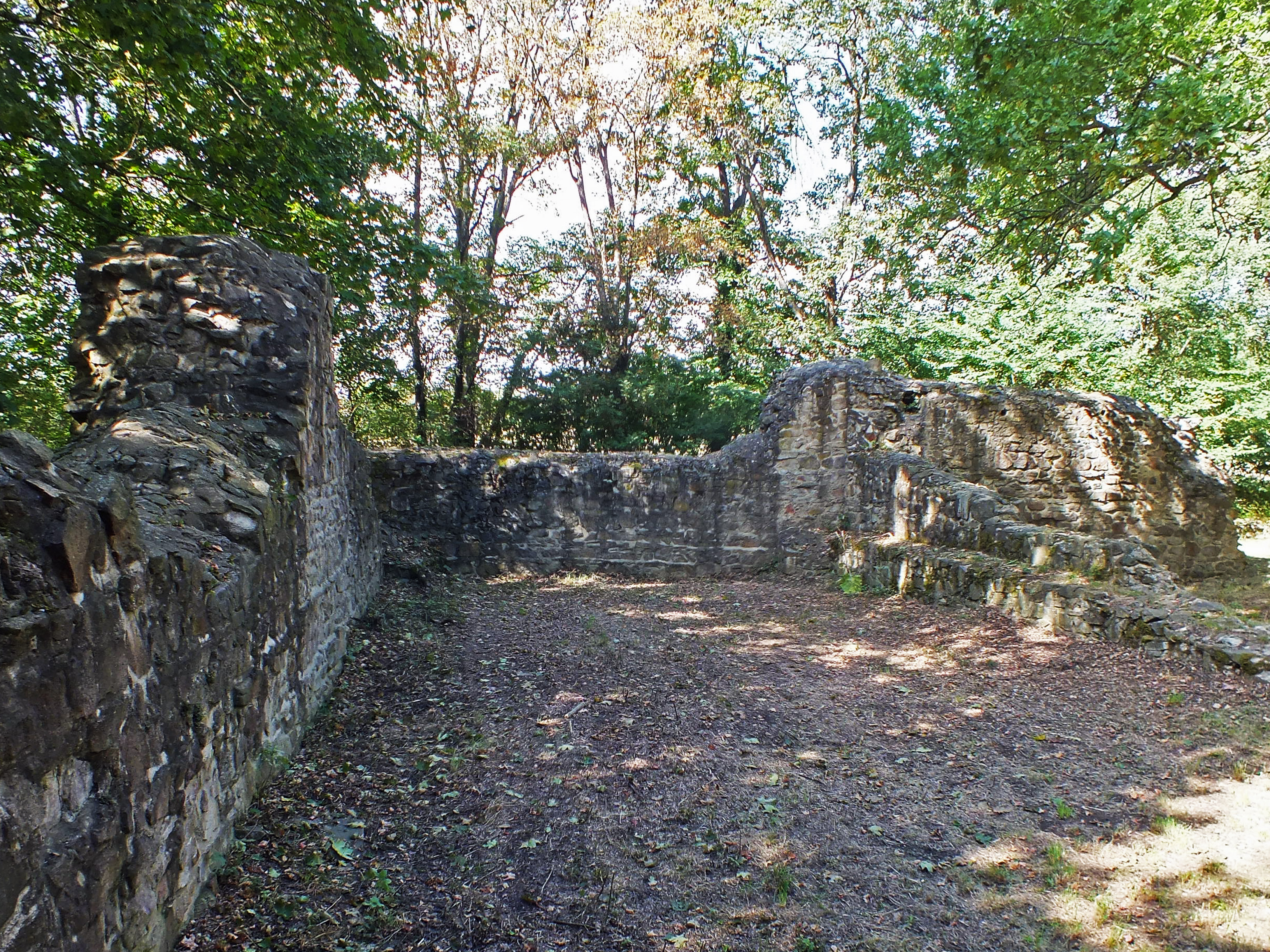
Innenraum
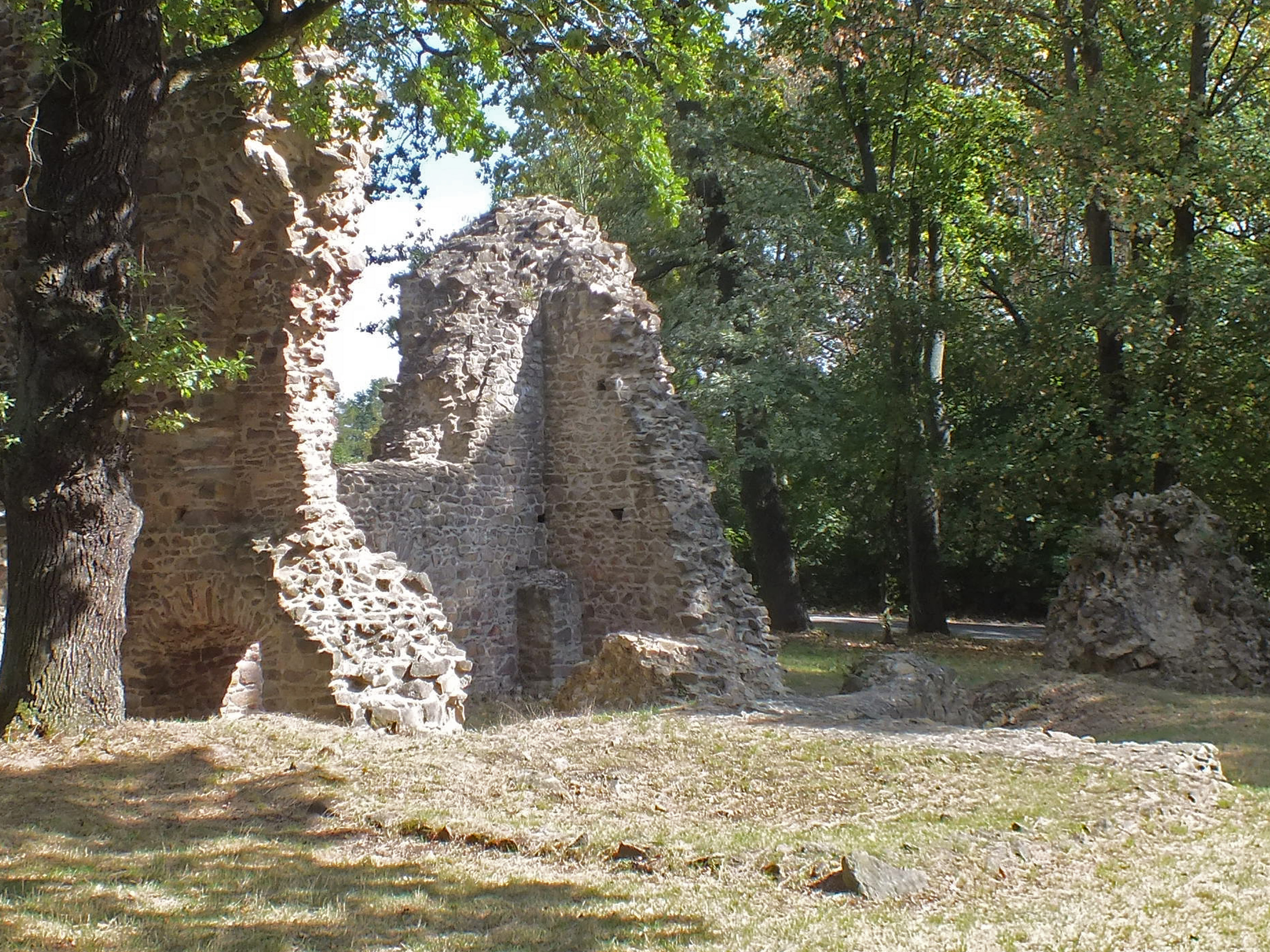
Lage des Wasserhauses

Die erhaltenen Baureste sind zwei bis zu 9,6 Meter hohe Wandteile (im Südosten und im Südwesten der Anlage), in deren Verlauf und an den Ecken Risalite hervortreten, die einen wehrhaften Eindruck vermitteln. Das bis zu über einen Meter dicke Mauerwerk besteht aus Bruchsteinen, während die sorgfältig bearbeiteten Eckquader aus Sandstein oder Porphyr sind. Aus dem Kantenverlauf ergibt sich ein ehemaliger quadratischer Grundriss von etwa 44 Meter Seitenlänge, dessen Ecken nach den vier Himmelsrichtungen weisen. An der Westecke ist ein Innenraum von acht Meter Breite zu erkennen.
Das Bauwerk war, aus den Befunden rekonstruiert, eine Vierflügelanlage mit drei Stockwerken um einen quadratischen Innenhof von 19 × 19 Meter, in dem heute zwei Eichen stehen. Die oberen zwei Stockwerke erreichte man über zwei steinerne Spiraltreppen, die innerhalb der Mauer verliefen. Während das untere Stockwerk nur schießschartenähnliche Schlitze aufwies, gab es in den oberen Stockwerken größere Fenster.
Bei archäologischen Grabungen wurde in der Ostecke des Hofes der Basisteil des kreisrunden, sogenannten Wasserhauses mit einem Durchmesser von sechs Metern freigelegt. Er enthielt ein fünffach gestuftes unterirdisches Becken von drei Meter Durchmesser, zu dem aus den benachbarten Gebäudeteilen Stufen hinabführten und das von einer Quelle gespeist wurde. Am Beckenrand fanden sich acht runde Karniese zur Aufnahme von Säulen. Diese Basen für Säulen befinden sich innerhalb der obersten umlaufenden Stufe des Beckens. Die Basen bestehen aus grünlichem Porphyr. Auffällig ist hier die sehr feine Steinbearbeitung. Ein Ablauf des Beckens führte unter dem Südosttrakt ins Freie. Aus Sicherheitsgründen wurde das Wasserhaus wieder verfüllt. Eine quadratische Steinumrandung markiert heute seine Lage.

## Geschichte
Für bei Ausgrabungen 1991/92 in den Fundamenten geborgene Hölzer wurde dendrochronologisch ein Fälldatum im Winter 1211/12 festgestellt, was gleichzeitig auf den Baubeginn schließen lässt. Das fällt in die Regierungszeit von Markgraf Dietrich dem Bedrängten, die von 1198 bis 1221 währte. Wegen der Größe der Anlage wird selbiger auch als Bauherr angenommen.

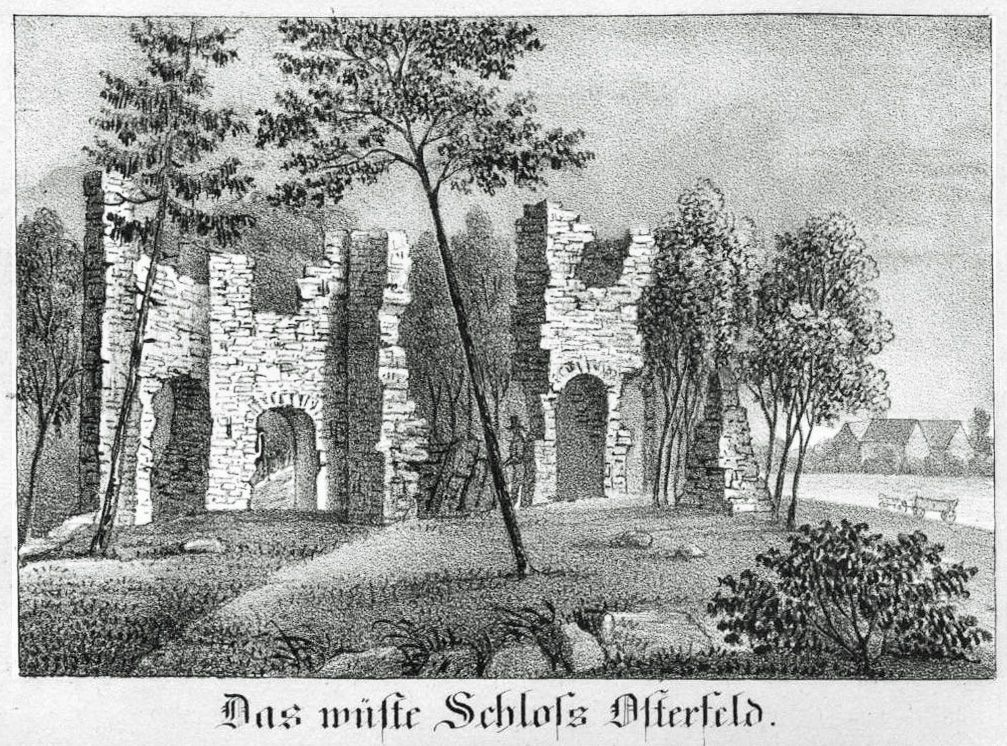
Darstellung um 1840
(mit falschem Namen)

Die Grabungen ergaben zwar das vierflügelige Fundament, zeigten aber auch, dass der Nordostflügel nicht ausgeführt wurde und stattdessen durch eine einfache Außenmauer ersetzt wurde. Desgleichen fehlte der oberirdische Teil des Wasserhauses, sodass man von einer Fertigstellung der Anlage in einer reduzierten Form gegenüber der Planung ausgehen muss, möglicherweise auch bedingt durch den Tod Markgraf Dietrichs. Sein Nachfolger Heinrich der Erlauchte war zu diesem Zeitpunkt erst sechs Jahre alt.
Eine lange Nutzung war dem Bau nicht beschieden, da er im ersten schriftlichen Zeugnis über ihn, einer Schenkungsurkunde aus dem Jahr 1379, bereits als wüstes steynhuse bezeichnet wird, wüst im Sinne von verlassen und dem Verfall preisgegeben. Ein Lehnbrief für Wolfgang von Schleinitz aus dem Jahr 1501 dokumentiert Wiesen, Teiche, Dämme und Hölzer in der direkten Umgebung des damals „Altes Steinhaus“ genannten Objektes, die zum Lehensbesitz des um 1200 entstandenen Vogtshaus Oschatz gegenüber der Oschatzer Stadtkirche gehörten. Auch in späteren Urkunden taucht das Wort „wüst“ nicht mehr auf, sondern es ist die Rede vom „alden steynhuze“ oder vom „alden slosse“.
Erstmalige archäologische Grabungen an der Ruine fanden von 1903 bis 1907 unter der Leitung des Oschatzer Stadtverordnetenvorstehers Hans Julius Schmorl statt. Umfangreichere Grabungen mit Freilegung des gesamten Grundrisses und des Wasserhauses erfolgten 1991/1992 durch das Landesamt für Archäologie Sachsen unter Leitung von Reinhard Spehr. Diese Grabungen stützen unter anderem die Vermutung, dass das Fehlen von „wüst“ im Namen mit einer späteren Nutzung zusammenhängen könnte.
2006 musste die Stadt Oschatz als Eigentümer das Gelände wegen Baufälligkeit und damit verbundener Unfallgefahr sperren. Die von 2007 bis 2009 erfolgten Sanierungsarbeiten sicherten den Erhalt der Ruine für die Nachwelt.

## Name
Der Name Schloß Osterland für die bis dahin Altes Steinhaus genannte Ruine taucht erstmals in den vom Pfarrer und Kartographen Adam Friedrich Zürner im Auftrag Augusts des Starken erstellten Karten und 1752 als Atlas Saxonicus novus herausgegebenen Werk auf. Da Oschatz nie zur historischen Landschaft Osterland gehörte, kann der Name nicht darauf bezogen sein.
Gabriele Teumer weist darauf hin, dass es im 15. Jahrhundert einen Bürger namens Thomas Osterland gab, der in Dahlen ansässig, aber auch Pfahlbürger in Oschatz war, das heißt, er besaß als Auswärtiger die Bürgerrechte von Oschatz. Nach einem von ihm verübten Mord schloss er mit den Brüdern des Opfers einen Sühnevertrag, in welchem es unter anderem um Geldsummen ging, die ihn als wohlhabend auszeichnen. Als er diesen Vertrag nicht erfüllte, verlor er das Oschatzer Bürgerrecht und musste seinen Grundbesitz verkaufen. Dennoch stellte ihm der Rat der Stadt ein Empfehlungsschreiben aus. Aus der Gesamtlage ist nicht auszuschließen, dass ihm das „alde sloss“ gehört haben könnte und so sein Name auf das Gemäuer überging, den dann Zürner von der einheimischen Bevölkerung erfuhr.

## Nutzung
Da aus der kurzen Nutzungszeit keine Überlieferungen vorliegen, können Zweck und Nutzung des Gebäudes nur aus der Baugestaltung und begleitenden Umständen gefolgert werden. Die Annahmen reichen von Herrschersitz über Kloster, Ordensburg und Ritterburg bis Jagdschloss. Ritterburg scheidet wegen der Lage auf ebenem Gelände und ungenügender Verteidigungsanlagen aus. Größe und Art der Anlage rechtfertigen die Bezeichnung Schloss. Für ein Kloster fehlen Kirche und Kreuzgang. Für eine Ordensburg sprechen Grundriss, Art und Zeit der Anlage, allerdings fehlt auch hier ein sakraler Raum.
Auch ein Zusammenhang der Anlage als Aufenthaltsort der Markgrafen von Meißen mit der wichtigsten mittelalterlichen Gerichtsstätte der Mark Meißen, dem Thingplatz an der 1000-jährigen Gerichtslinde im benachbarten Collm, bietet sich an.
Eine häufig zitierte Möglichkeit der Nutzung ist die als Jagdpfalz, zumal bei den Ausgrabungen Jagdzubehör gefunden wurde, wie zum Beispiel ein Glöckchen zu Beizjagd, und sich später in der Umgebung noch Wildgehege befanden.
Eine endgültig schlüssige Festlegung dürfte auch in Zukunft schwerfallen.